# 亮红杜鹃
亮红杜鹃（学名：Rhododendron albertsenianum）为杜鹃花科杜鹃花属下的一个种。

## 扩展阅读
- 維基物種上的相關：亮红杜鹃